# Elymus nipponicus
Elymus nipponicus är en gräsart som beskrevs av Jaaska. Elymus nipponicus ingår i släktet elmar, och familjen gräs.
Artens utbredningsområde är Kurilerna. Inga underarter finns listade i Catalogue of Life.